# Not So Dumb
Not So Dumb is een Amerikaanse filmkomedie uit 1930 onder regie van King Vidor.

## Verhaal
Iedereen denkt dat Dulcy een dom blondje zonder talent is. Op een dag nodigt ze de chef van haar verloofde uit. Ze wil een goed woordje doen bij hem, zodat haar verloofde promotie krijgt op zijn werk. Haar pogingen draaien echter anders uit dan ze had gedacht.

## Rolverdeling
| Acteur               | Personage       |
| -------------------- | --------------- |
| Marion Davies        | Dulcy           |
| Elliott Nugent       | Gordon          |
| Raymond Hackett      | Bill            |
| Franklin Pangborn    | Leach           |
| Julia Faye           | Mevrouw Forbes  |
| William Holden       | Mijnheer Forbes |
| Donald Ogden Stewart | Van Dyke        |
| Sally Starr          | Angela          |
| George Davis         | Perkins         |